# Калинский, Ян Дамаскен

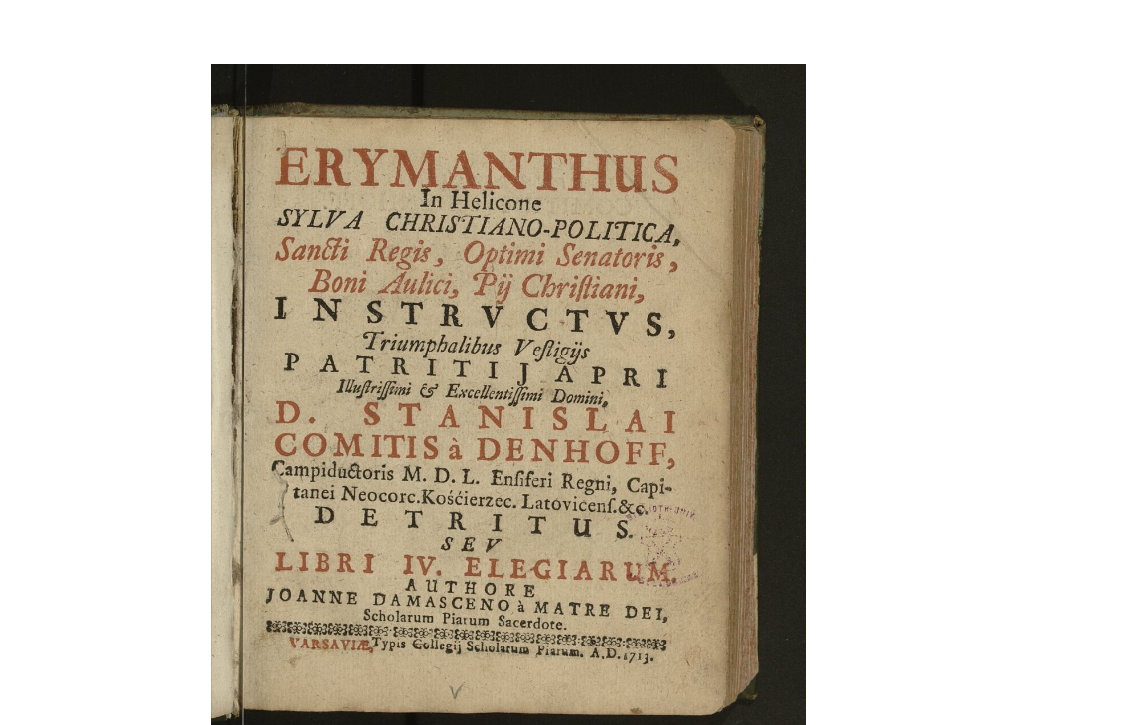
Ян Дамаскен Калинский. «Erymanthus In Helicone...», 1713 г.

Ян Дамаскен Калинский (пол. Jan Damascen Kaliński, лат. Ioannes Damascenus Calinius; 8 мая 1664, Сомполинек, Куявия, Речь Посполитая (ныне гмины Сомпольно, Конинский повят, Великопольское воеводство, Польша)
— 26 ноября 1726, Дубровица) — польский писатель

, поэт, пресвитер, проповедник, педагог.

## Биография
Родился в обедневшей шляхетской семье герба Елита. В 1681 году вступил в монашеский орден пиаристов. Преподавал в духовных коллегиях, был проповедником и капелланом Станислава Ржевуского, позже ректором пиаристского коллегиума в Домбровице.
Знаток древней культуры, сочинял стихи на латыни, подражая произведениям Вергилия, Горация и Овидия.
Был весьма плодовитым писателем.

## Избранные сочинения
- Prodigium virtutis heroicae Alexander Magnus (1689)
- Erymanthus in Helicone (1713)
- Zodiacus caeli Sarmatici (1715)
- Viennis (1717)
- Atomi minores in sydera eloquentiae (1718) (учебник риторики)
- Auges siderum eloquentiae (1720)
- Proces duszy niepokutującej (1726) (проповеди)
- Korona z prześwietnych dostojności (1726)